# Viaducto de Marlantes

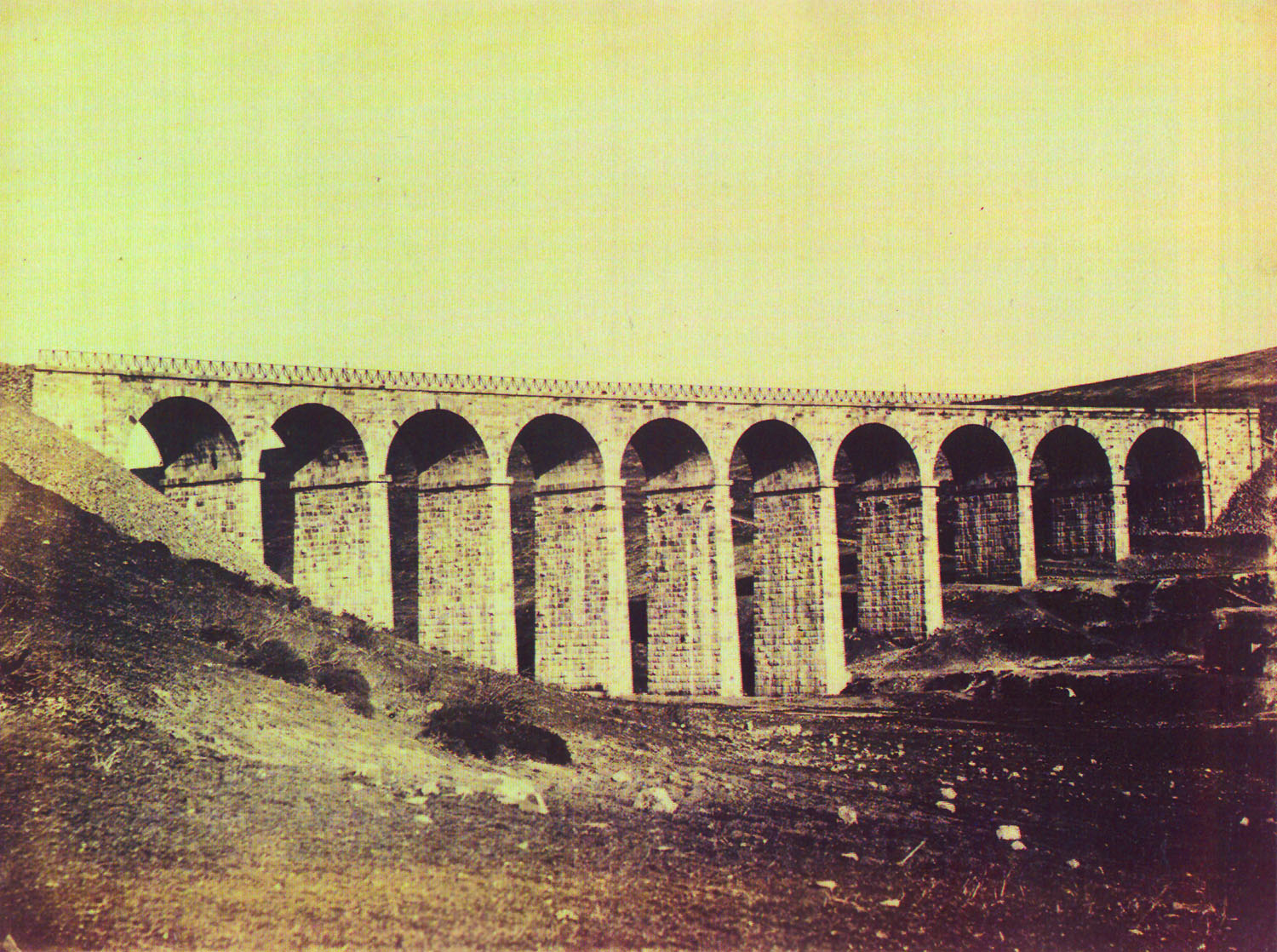
Positivo sobre cartulina con una vista del viaducto de Marlantes, del reportaje fotográfico sobre la construcción del ferrocarril de Santander a Alar del Rey llevado a cabo por el ingeniero y fotógrafo William Atkinson (1855-1857). Su colección está considerada como el primer monográfico de fotografía dedicado a una obra pública en España.

El viaducto de Marlantes (también conocido como viaducto de Celada o viaducto de Celada-Marlantes) está situado en la bajada del puerto de Pozazal, en el municipio de Campoo de Enmedio (Cantabria, España). Es una de las obras más destacadas del ferrocarril de Alar del Rey a Santander, distinguiéndose por su diseño y su integración en el paisaje. 
Este viaducto, construido para salvar el valle del río Marlantes sin perder cota, conecta las dos laderas del valle y constituye un ejemplo significativo de la ingeniería ferroviaria del siglo XIX en España.

## Características constructiva
Con 123 metros de longitud, el viaducto se encuentra en una curva de radio de 350 metros y presenta una pendiente de 15 milésimas. Su estructura se compone de diez arcos de medio punto, cada uno con una luz de 9,7 metros, y alcanza una altura máxima de 25 metros sobre el fondo del valle.
Su construcción, íntegramente de sillería, empleó materiales locales, como calizas grisáceas del Cretácico inferior para los estribos y grandes sillares de arenisca, colocados sin mortero. Para anclar el andamiaje durante la construcción, se utilizaron sillares salientes, visibles bajo la imposta en el arranque de los arcos.

## Historia
Los trabajos de construcción, iniciados a mediados de la década de 1850, sufrieron contratiempos, incluyendo el derribo y reconstrucción de las pilas 5ª, 6ª y 7ª en 1855.En 1856 se completó el asiento de las bóvedas, y el viaducto fue inaugurado el 10 de noviembre del mismo año en una ceremonia presidida por Antonio Arriete, inspector del distrito, y Martín Ucearte, ingeniero jefe. Durante tres años, fue el mayor viaducto de España, hasta la construcción del viaducto de Boixadell, en la línea Barcelona-Zaragoza, que combinaba ladrillo y piedra en su estructura.
El viaducto también tiene un lugar en la historia por los intentos de sabotaje durante la tercera guerra carlista. En febrero de 1874, una partida de 22 carlistas intentó destruirlo, tras haber interrumpido la línea en Pozazal unos días antes.
A lo largo de los años, las condiciones meteorológicas adversas, especialmente el fuerte viento, han causado incidentes, como el desprendimiento de toldos de vagones y daños en cubiertas mal cerradas.
En 1991, el viaducto fue objeto de reparaciones, incluyendo la sustitución de la barandilla y la revisión de las juntas de unión.
Actualmente, el viaducto de Celada se conserva en su estado original y es considerado un ejemplo notable de la síntesis entre patrimonio natural y cultural, destacando tanto por su valor histórico como por su relevancia en la evolución de la ingeniería ferroviaria en España. Está considerado como la primera gran obra ferroviaria de estas características que se acometió en este país.